# Аляб'єв Олександр Олександрович
Аля́б'єв Олекса́ндр Олекса́ндрович (нар. 4 (15) серпня 1787 — 22 лютого (6 березня) 1851) — російський композитор.
Один з перших ввів у російський романс громадянські мотиви, теми патріотизму та співчуття знедоленим. Аляб'єв написав 6 опер (серед них «Місячна ніч, або Домовики», «Аммалатбек»), балет «Чарівний барабан», оркестрові твори (в тому числі симфонію), фортепіанні п'єси, хори, романси. Серед них популярні «Іртиш», «Вечірній дзвін», «Соловей» та ін. Аляб'єв виявляв великий інтерес до народних пісень (російських, українських, кавказьких).
Автор збірки гармонізацій українських народних пісень «Голоси українських пісень», виданої М. Максимовичем у Москві 1834 року.

## Біографія та творчість
Олександр Олександрович Аляб'єв народився у 1787 році в Тобольську. Як і багато інших дворянських дітей, здобував освіту вдома. Потім вчився у Московському університеті. Служив по гірному відомству.
Під час Вітчизняної війни 1812 року добровільно вступив до російської армії і з нею пройшов бойовий шлях до Парижа. Служив у 3-му Українському козацькому полку (1812), Іркутському та Охтирському гусарських полках (1813—1814). Брав участь у битвах, був поранений, нагороджений за бойові заслуги орденом. Повернувшись після закінчення війни в Петербург, знаходить спільну мову із представниками російської інтелігенції. Серед його друзів — Грибоєдов, Одоєвський, майбутні декабристи — Муханов, Бєстужев-Марлинський. Ідеї декабристів вплинули на формування поглядів композитора. У Перербурзі Аляб'єв серйозно починає займатися написанням музики. Невдовзі він стає автором музики для театру, опер, романсів, зажив слави. Пише квартети і тріо. Загальної популярності набуває в середині 20-х років пісня «Соловей» на слова А. Дельвіга.
У 1825 році був несправедливо звинувачений у вбивстві під час гри у карти та арештований. Три роки його тримали у в'язниці. Після цього — заслання до Сибіру із позбавленням усіх дворянських прав. Напевно, влада намагалася позбавитися людини, що товаришувала із декабристами.
Проте випробування не зламали Аляб'єва. У Сибіру він багато працює, організовує військовий духовий оркестр, бере участь у концертах, пише романси та пісні (у тому числі автобіографічний романс «Іртиш»), і також симфонічні та камерні твори.
Через кілька років Аляб'єв отримав дозвіл виїхати на лікування до Кавказу. Природа Кавказа справила велике враження на композитора. Аляб'єв слухав і записував пісні кавказьких народів, створив ряд творів на кавказькі теми («Грузинська пісня», «Кабардинська пісня», опера «Аммалат-бек», мелодрама «Кавказький полонений» на сюжет однойменної поеми Пушкіна). Тоді ж Аляб'єв працював над збіркою українських народних пісень. І пізніше в Оренбурзі, де йому прийшлося оселитися, Аляб'єв продовжував працювати над вивченням та збиранням народних пісень — цього разу башкирських. Останні роки Аляб'єв нелегально мешкав у Москві. Познайомившись із творами поета-революціонера Огарьова, він написав на його вірші кілька чудових пісень: «Кабак», «Хата» (рос. «Изба»), «Сільський сторож». У них знайшла відображення важка доля російського народу. Помер Аляб'єв у 1851 році в Москві.

## «Соловей»
«Соловей» — одна з улюблених та найпоширеніших пісень Аляб'єва. У ній все скромно й просто. Пісні передує жвавий фортепіанний вступ у дусі гітарного мотиву. З перших інтонацій вокальної партії розгортається м'яка, задумлива мелодія. Зазвичай у російських народних піснях відхил від мінора до паралельного мажора (ре мінор — фа мажор) надає звучанню світліший відтінок. Приспів звучить дещо контрастно. Він побудований на музиці інтрументального вступу.
Цю пісню виконували Нєжданова, Барсова та ін.

## Вокальні твори в українському перекладі
В перекладі Ю. Отрошенка:
- «Жебрачка» на сл. Беранжеⓘ